# Beatriz Ezban

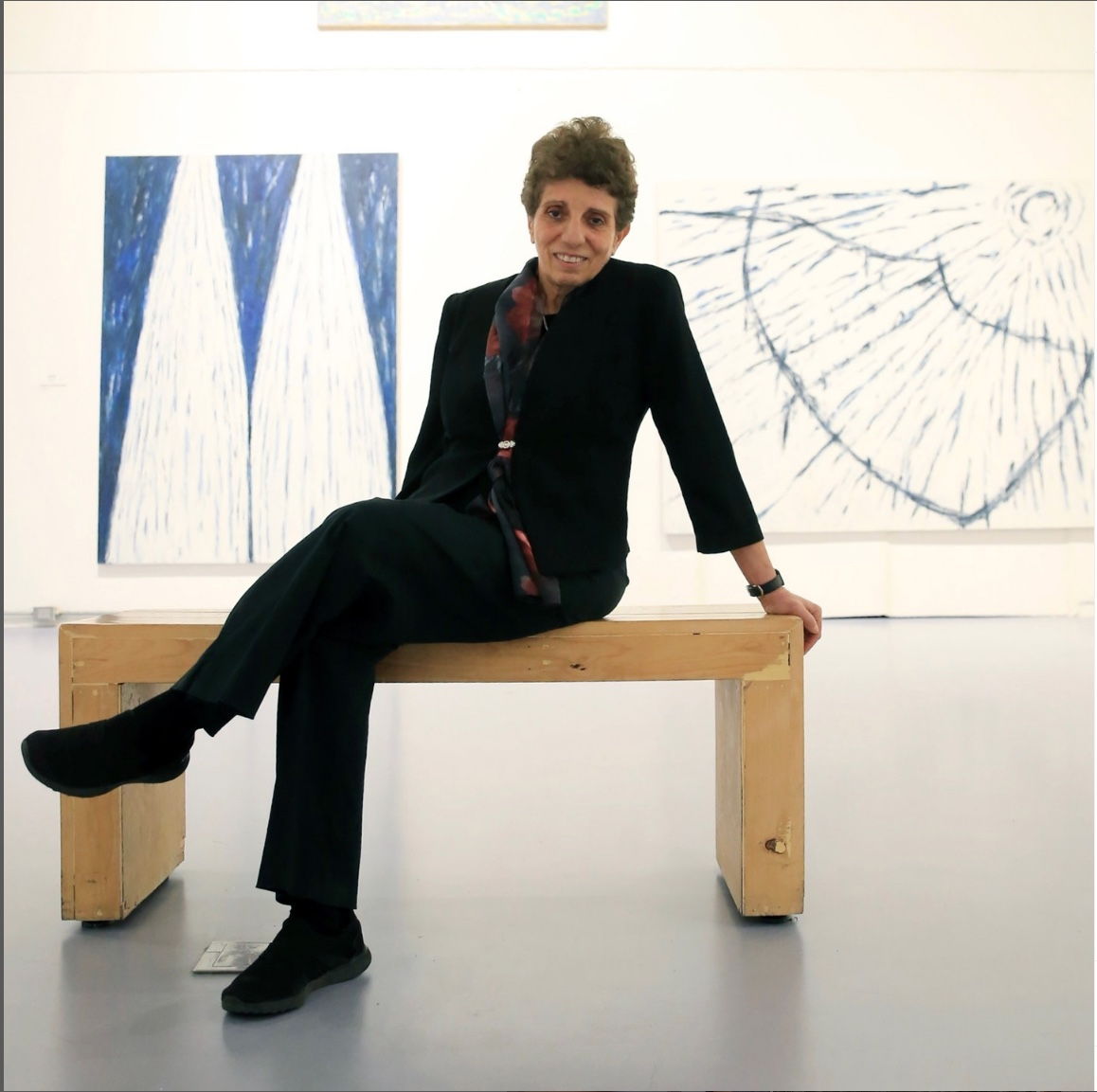
Beatriz Ezban Betech

Beatriz Ezban Betech (Ciudad de México, México, 1955) tiene una amplia trayectoria con más de 60 exposiciones individuales y 150 colectivas, tanto nacionales como internacionales, entre las que destacan: “Principio de Incertidumbre”, muestra individual presentada en 2004 en el Museo de Arte Moderno de México y “Campo Unificado: La Frontera”, producida en 2006 durante su residencia en Yaddo, Nueva York, la cual realizó una gira entre 2006 y 2013 por 15 museos y galerías, 11 de ellas en la Unión Americana. Ha resultado merecedora de otras distinciones, entre ellas, la Beca Internacional Pollock-Krasner en 2011, la Beca del Sistema Nacional de Creadores (FONCA) en 2001, 2004, 2010 y 2020; el Premio de Adquisición de la Bienal Rufino Tamayo (INBA) en 2002. Ha presentado exposiciones individuales internacionales en España, Francia, Alemania, Noruega, Irlanda, Polonia, Islandia, Serbia, Rumania, Marruecos y Canadá.

## Trayectoria
Nació en la Ciudad de México. Parte importante de su formación fue en la Academia de San Carlos en el taller que Gilberto Aceves Navarro dirigía en Escuela Nacional de Artes Plásticas, (actualmente FAD) de la Universidad Nacional Autónoma de México (UNAM),  Ezban recuerda que en este taller dibujaban con modelo de cuatro o seis horas diarias. Desde antes y durante este periodo, Beatriz Ezban estudiaba  en la Facultad de Filosofía y Letras la carrera de filosofía en la UNAM. A los 23 años, se independiza del taller de Aceves Navarro y empieza a desarrollar sus proyectos  personales.
En 1993 fue elegida para formar parte, junto con 33 artistas plásticos más, en la Colección Permanente de la Residencia Oficial de Los Pinos, ahora su obra “México en la piel” se encuentra en el Complejo Cultural Los Pinos como parte de la exposición “De lo perdido, lo que aparezca”. Posteriormente, de 1994 a 1996 hizo una residencia en The Straumur Art Commune en Islandia, primera de muchas otras que haría en lugares como Nueva York, Canadá y Marruecos.
Su exposición “Principio de Incertidumbre” de 2004 es de sus trabajos más conocidos, fue presentada en el Museo de Arte Moderno de México.En esta serie de pinturas la artista buscaba una imagen "incierta" haciendo alusión al "principio de incertidumbre" de Heisenberg, para lo que experimentó con polvo de aluminio, con el que elaboró un óleo cuyos reflejos hacían que la imagen cambiara dependiendo del punto desde donde se observa la obra.
Durante su residencia en Yaddo, Nueva York, en el 2006, Ezban produjo la exposición itinerante "Campo Unificado: La Frontera" inspirada en su experiencia como artista mexicana en Estados Unidos. Y pensando en las migraciones como un asunto humano pues sus abuelos, pertenecientes a una comunidad sefardí, llegaron a México en 1920 desde Alepo. , Siria. Al pensar en lo que los inmigrantes tienen que sufrir, como la adaptación a una nueva cultura e idioma, entre otras cosas, Ezban creó una serie de pinturas donde retrata estos sentimientos. La exposición fue presentada en once museos y galerías de Estados Unidos durante el 2006 hasta el 2010 y en México fue presentada en museos y galerías en el interior del país desde el 2011 hasta el 2013. Sobre la exposición, Ezban menciona: “algunos países actúan como campos magnéticos, ya sea atrayendo o ahuyentando a la gente; siempre hay diversas razones y responsabilidades de ambos lados para que esto suceda. Pero lo importante es percatarse de que ningún ser humano esilegal”.

## Estilo artístico
Beatriz Ezban es considerada como parte de la generación que prosigue a La Ruptura. Desde su adolescencia, ha mostrado gran interés por el pensamiento filosófico que marcó su manera de pensar la pintura y se ve reflejado en su obra. Ezban comenta que durante sus primeros años trabajó con un impresionismo abstracto, influenciado por su admiración hacia Monet y van Gogh, tiempo después se cuestiona “Para ser Monet, ahí estaba Monet, pero ¿yo quién soy?”, esta pregunta cambia el rumbo de su obra para comenzar a usarla como un espacio para encontrarse y definirse como artista y persona, pero aún siguiendo el camino de lo abstracto.

## Exposiciones individuales y colectivas
Selección de sus exposiciones.

### Exposiciones individuales
2023 Insubordinaciones. Los Pliegues del Significado en Beatriz Ezban. Galería Metropolitana. UAM. CDMX
20014 Cortezas. Embajada de México en Berlín, Alemania.
-          Galería Lumbreras. Bilbao, España.
-          Palacio Artús. Gdansk, Polonia.
-          Museo de Artes Visuales. Galati, Rumania.
-          Casa de América Latina. Bucarest, Rumania.
-          Museo Pedagógico de Belgrado, Serbia.
-          Miejski Osrodek Kultury. Olsztyn, Polonia.
2011-2013: Campo Unificado: La Frontera fue una exposición itinerante en México presentada en el Museo de la Cancillería en Ciudad de México; Museo Reyes Meza en Nuevo Laredo, Tamaulipas; Galería de la Ciudad de Aguascalientes y Galería de Arte Contemporáneo del TIM en Torreón, Coahuila.
2006-2010: Campo Unificado: La Frontera fue una exposición itinerante en Estados Unidos presentada en la Galería Zone: Chelsea Center for the Arts en Nueva York; Instituto Cultural de México en Washington, D.C; Las Cruces Museum of Art en Nuevo Mexico; Centro Cultural Latino en Dallas, Texas; Antigua Border Heritage Museum en Laredo, Texas;  Instituto Cultural de México en Los Angeles, California; Instituto Cultural de México en San Antonio, Texas; Historic Museum en Brownsville, Texas; Instituto Cultural de México en Denver, Colorado; Casa de la Cultural Hispanoamericana en Las Vegas, Nevada; Museo Cultural en Santa Fé, Nuevo México.  
2004-2006: Principio de Incertidumbre en el Museo de Arte Moderno en Ciudad de México; Espacio Metropolitano, METRO en Tampico, Tamaulipas; Museo de Arte Abstracto Manuel Ferguérez, Zacatecas y Museo de Arte Contemporáneo y Diseño en Puebla.
2004 Cortezas.   Palacio de la Cultura, Assilah, Marruecos.
2002 Vértigos. Galería Landucci. México, D.F.                          
2001-2 Di-soluciones Littman Gallery. Portland State University. Oregon, EUA.
                             -       Kirkland Arts Center. Seattle, Washington, EUA.
                               -       Espacio México. SRE. Montreal, Canadá.
                             -       ESECA. UNAM. Ottawa, Canadá.
2000  White Fire. Banff Arts Centre. Alberta, Canadá.
1999: Shoot! en el Museo de Arte Contemporáneo de Aguascalientes; Galería Landucci en Ciudad de México.
1998  White Fire  Galería Metropolitana. México, D.F.        
1996 El Cuerpo Del Color en el Instituto de Bellas Artes Hafnarborg en Hafnarfjördur, Islandia; Galería Ryvarden en Sveio, Noruega y Bank of Ireland Exhibition Center en Dublín, Irlanda..
-         Galería Ryvarden. Sveio, Noruega.
-          Bank of Ireland, Exhibition Center. Dublín, Irlanda
1996  Dibujo sobre papel amate. Galería Hornid. Reykjavik, Islandia.
1996 Retorno a Islandia. Galería Hakim. México, D.F.
1994  Bajo la influencia del Paisaje Islandés. Galería Portid. Hafnarfjördur, Islandia.
1990  Eras Hecha de Trigo. Óleos de gran formato. Galería Expósitum. México, D.F.
1987  Huelga Nacional de Ermitaños. Grafito/papel. Gran formato. Casa del Lago. UNAM. 

### Exposiciones colectivas
2021-22 Tiempos Discontinuos. Museo de Arte Moderno. México
2021  Mujeres en la Plástica Contemporánea Mexicana. Galería Metropolitana. UAM. CDMX
2020  40 Años Galería Metropolitana. UAM. Exposición Digital
2019  De lo Perdido, lo Encontrado. Centro Cultural Los Pinos. CDMX
          Los Revolucionarios: Tierra de Sombra.  Museo Nacional de la Revolución
2018  Nueve Mujeres. Galería López Quiroga. México,D.F.  
2013.  Un Siglo de Crítica. Colección del MAM. Museo MARCO. Monterrey, NL. México
2012  La Colección: Diferencia y Continuidad en el Arte Moderno Mexicano. Museo de Arte Moderno.
2011  Sombra del Agua. Galería Metropolitana. UAM. México, D.F.
Rostros de la Migración. Frontera Sur. Galería Casa Lamm. México, D.F.
2009   Colectiva Galería Bentley. Phoenix, Arizona, EUA.
2008  1° Bienal de Pintura Pedro Coronel.  Museo Pedro Coronel.  Zacatecas, México.
           Mujeres Sin  Cuenta. Instituto Cultural de México  en San Antonio, Texas
2007   Art DC 2007.  I Feria de Arte Contemporáneo Washington Convention Center,  Washington, D.C
           IV Festival Internacional Femenino Artístico y Cultural.  Assilah, Marruecos.
2007   Donaciones y Adquisiciones 2001-2006.  Museo de Arte Moderno. México, D.F.
2006-8  Negra Sangre del Dibujo. Programa Creadores en los Estados, CONACULTA/FONCA           
                            exposición   itinerante por la República Mexicana.
2002-3    XI Bienal Rufino Tamayo. VII Bienal de Pintura Rufino Tamayo en el Museo de Arte Contemporáneo de Oaxaca y en el Museo Rufino Tamayo en Ciudad de México.
2002: XI Bienal Rufino Tamayo en el Museo Tamayo, Ciudad de México donde gana el Premio de Adquisición y Museo de Arte Contemporáneo de Oaxaca, México
2000: Apuntes para una Colección del Siglo XXI en el Museo de Arte Moderno en Ciudad de México.
1999: Colección Permanente Museo de Arte Abstracto Felguérez en Zacatecas, México y Segunda Bienal Nacional "Alfredo Zalce". en el Museo de Arte Contemporáneo de Morelia. México.
1990: Reflejos. Siete Artistas de Nuestro Tiempo Observan a Van Gogh muestra en honor a Vincent van Gogh en el Centro Cultural Santo Domingo, Ciudad de México.

## Reconocimientos
Selección de sus reconocimientos.
- 1993: Forma parte de la Colección Permanente de la Residencia Oficial de Los Pinos, México
- 1994-1996: Artista invitada a la Comunidad Artística de Straummur en Hafnarfjördur, Islandia.
- 1998: Seleccionada en el II Salón Nacional de Artes Visuales Sección Bienal Bidimensional por parte del INBAL.
- 1998: Ganadora de la beca Fomento a Proyectos y Coinversiones Culturales por parte del Fondo Nacional para la Cultura y las Artes (FONCA) en la sección Artes Visuales.
- 2002: Premio de adquisición en la XI Bienal de Pintura Rufino Tamayo.
- 2006: Invitada a la Residencia para Artistas Yaddo en Nueva York, EUA.
- 2011: Beca de la Fundación Pollock-Krasner en Estados Unidos.
- 2012: Participa como jurado en el Sistema Nacional de Creadores por parte del FONCA y la CONACULTA.